# Torpedna cev
Torpedna cev je del ladje ali podmornice skozi katero se izstreli torpedo. Torpedne cevi so v premcu in krmi. Male podmornice imajo 2 do 4 cevi samo v premcu, velike pa 6 v premcu in 4 v krmi.